# Богословская школа Святого Креста (Иерусалим)
Богословская школа Святого Креста (греч. Θεολογική Σχολή του Τιμίου Σταυρού, Иерусалимская патриаршая школа) — духовная семинария Иерусалимской православной церкви, существовавшая при Монастыре Святого Креста в Иерусалиме с незначительными перерывами с 1852 по 1909 год.
С 1911 года Патриаршая школа имеет статус среднего учебного заведения и признана Министерством образования. Она расположена в помещениях Иерусалимской патриархии на Сионе.

## История
С восхождением на Иерусалимский Престол епископа Александра (213—251) в Иерусалимской Церкви начался период духовного образования и общего подъёма. Он был основателем библиотеки и богословской школы в Иерусалиме, созданной по образцу Александрийской. В Иерусалимской школе христианскую веру преподавал прибывший в 215 году в Палестину Ориген. Однако последующие гонения привели к упразднению школы.
Патриарх Иерусалимский Кирилл II в 1852 году основал в Иерусалимском монастыре Святого Креста одноимённую Богословскую школу. К основанию этой школы имел непосредственное отношение первый глава Русской Духовной миссии в Иерусалиме архимандрит Порфирий (Успенский).
В 1855 году начался новый расцвет монастыря. Ремонт и перестройка всего комплекса монастырских построек сделали его пригодным для новой роли, но при этом существенно изменился весь облик монастыря. Монашеские кельи были переделаны в лекционные помещения, трапезная была перестроена в соответствии с новыми требованиями, а для совершения ежедневных молитв была сооружена капелла, подобная капелле святого Иоанна Дамаскина. Библиотека пополнилась сотнями новых томов по различным отраслям знания, энциклопедиями, словарями и богословскими трудами. Она стала одной из крупнейших в то время библиотек в Палестине и одной из наиболее интересных: в её собрании было большое количество древних рукописей. Тогда же были достроены верхние три этажа основного здания и колокольня. Самое большое помещение в монастыре было переоборудовано под музей.
Эта школа неоднократно закрывалась и возобновляла свою деятельность, преобразовывалась, отчасти решая проблему подготовки клира и дидаскалов и для своей Церкви, и для Антиохийской.
Семинария была широко известна на православном востоке. Многие из её выпускников занимали впоследствии высокие должности в Православных Церквях Востока, и их духовное влияние было весьма значительно. В 1905 году она насчитывала 485 действительных студентов и 94 аспиранта.
В 1909 году в связи с финансовыми трудностями Иерусалимской Патриархии богословская школа была закрыта.